# Żoruchowo (grodzisko)
Grodzisko w Żoruchowie (niem. Schlossberg) – wczesnośredniowieczne grodzisko wyżynne, zlokalizowane w odległości 1,65 km na zachód od wsi Żoruchowo, niedaleko wsi Łękwica, w powiecie słupskim. Powstanie grodziska datowane jest na epokę brązu i wiązane z kulturą łużycką. Na mocy decyzji Nr KL.IV-670/12/71 z dnia 24.05.1971 obiekt wpisano do rejestru zabytków archeologicznych woj. pomorskiego (poz. A-a-53/239/K) i objęto strefą pełnej ochrony archeologiczno-konserwatorskiej.
Grodzisko posiada kształt nieregularnego trójkąta. Powstało na wysokiej skarpie, w miejscu gdzie łączyły się dwa potoki, co ułatwiało obronę grodu. Od strony wschodniej znajduje się niewysoki wał o stromych zboczach,  odcinający dostęp do majdanu grodziska. Do podnóża wewnętrznego i zewnętrznego zbocza wału przylegają obecnie dwie suche fosy, przy czym fosa wewnętrzna zamknięta jest od północy i południa, zewnętrzna zaś tylko od południa, nie łącząc się ze stokami wzniesienia. Skraj majdanu otoczony jest niewielką fałdą ziemną. Do fosy wewnętrznej, od strony majdanu, przylega dość szeroki nasyp ziemny. 
Wymiary: Podstawa obiektu – ok. 42×102 m (3095 m²), powierzchnia majdanu – 36×72 m (2506 m²), powierzchnia zajęta przez obwałowania – 589 m², wysokość grodziska w stosunku do podstawy wzniesienia – do 12 m, wysokość wału w stosunku do powierzchni majdanu – 0 do +1,5 m, wysokość wału w stosunku do dna fosy: wewnętrznej do 2,5 m, zewnętrznej do 4,0 m.
Wysokość fałdy ziemnej – do 0,5 m, szerokość fosy: wewnętrznej do 6,0 m, zewnętrznej do 9,0 m.
W toku badań w 1969 uzyskano 4 ułamki naczyń ceramicznych kultury łużyckiej. Ponadto znaleziono ślady świadczące o użytkowaniu grodziska przez kultury późniejsze.